# McCain Foods
McCain Foods Limited ist ein Produzent von Pommes frites und anderen, ofenfertigen Mahlzeiten. Das Unternehmen wurde 1956 von den Brüdern Wallace und Harrison McCain in Florenceville, New Brunswick in Kanada gegründet, ist noch vollständig in der Hand der Gründerfamilie und gehört somit zu den größten dieser Art in Nordamerika.
McCain beschäftigt 22.000 Mitarbeiter in 47 Produktionsstätten in zwölf Ländern auf sechs Kontinenten.  Der deutsche McCain-Ableger ist die „McCain Deutschland GmbH“ in Eschborn bei Frankfurt am Main. Das Unternehmen liefert zusammen mit den Konkurrenten Agrarfrost und Lamb Weston Pommes frites an McDonald’s Deutschland.
Seit 2013 gehört der belgische Kartoffelverarbeiter Lutosa, zuvor Teil der PinguinLutosa-Gruppe, zur McCain-Gruppe.